# 베치바강

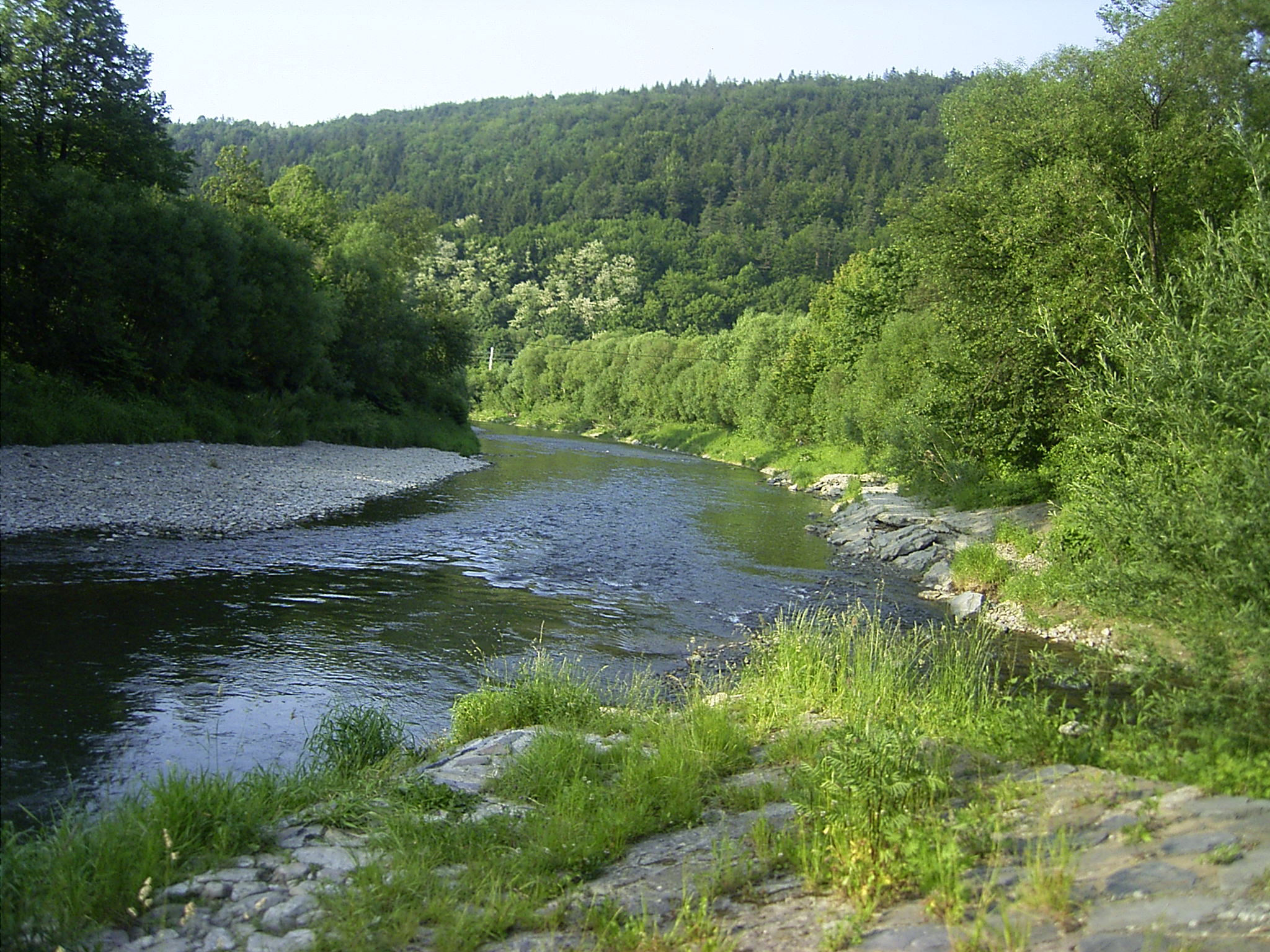
베치바강의 모습

베치바강(체코어: Bečva)은 체코의 강으로 길이는 62km, 평균 유속은 17.5m3/s이다. 모라바강 좌안에 위치한 지류로서 즐린주, 올로모우츠주를 흐른다. 북쪽에 위치한 로주노프스카베치바강(Rožnovská Bečva), 남쪽에 위치한 프세틴스카베치바강(Vsetínská Bečva)이 합류하면서 흐른다. 베치바강과 접한 주요 도시로는 발라슈스케메지르지치, 흐라니체가 있다.